# Max Herrmann
Max Herrmann (ur. 14 maja 1865 w Berlinie, zm. 1942 w KL Theresienstadt) – niemiecki historyk literatury i teatru.

## Życiorys
Studiował germanistykę i historię we Fryburgu, Getyndze i Berlinie, uzyskując doktorat w 1889 roku. W 1891 rozpoczął wykłady na Uniwersytecie Fryderyka Wilhelma w Berlinie, ale dopiero w 1913 został mianowany profesorem nadzwyczajnym, a profesorem zwyczajnym dopiero w 1930, częściowo ze względu na swoje żydowskie pochodzenie. Był inicjatorem naukowych badań nad teatrem (między innymi ustalił zasady metodologii). W 1919 roku założył Stowarzyszenie Historyków Teatru. W 1923 był założycielem Instytutu Badań Teatru w Uniwersytecie Berlińskim. Zmarł w obozie koncentracyjnym.

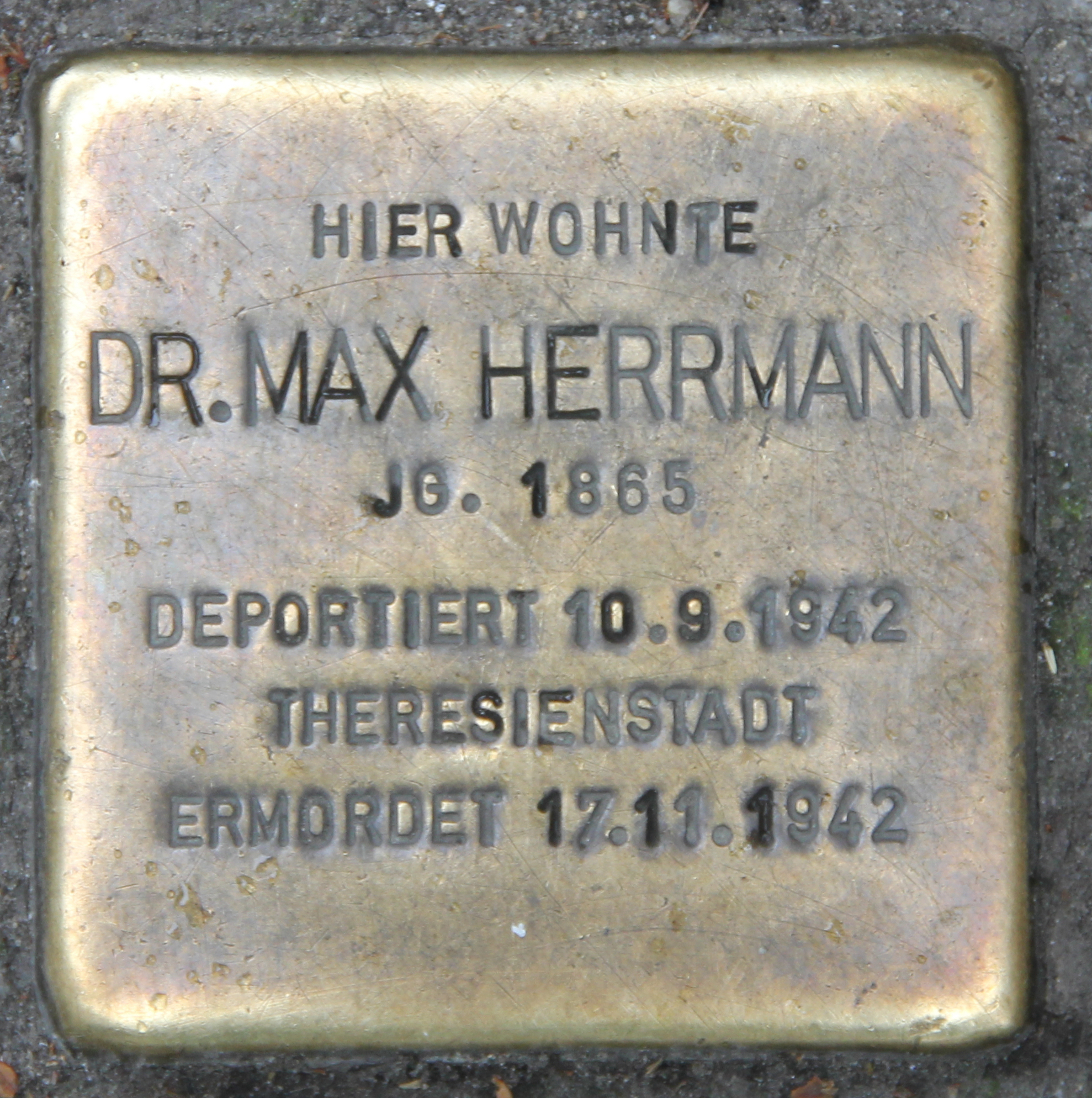
Stolperstein Maxa Herrmanna